# 掛屋弘
掛屋 弘（かけや ひろし、Hiroshi Kakeya）は、日本の医師、医学者。学位は医学博士（長崎大学・1998年）。大阪公立大学大学院医学研究科 臨床感染制御学・教授、大阪公立大学医学部医学科・教授（兼任）。専門は感染症学。
日本野球機構・Jリーグ 新型コロナウイルス対策連絡会議・地域アドバイザーなども務める。

## 略歴
- 1992年 - 長崎大学医学部 卒業
- 1998年 - 長崎大学大学院 医学研究科内科学 博士課程修了。アメリカ国立衛生研究所 留学。
- 2007年 - 長崎大学医学部・歯学部附属病院（現 長崎大学病院）第2内科 助教
- 2008年 - 長崎大学医学部・歯学部附属病院（現 長崎大学病院）第2内科 講師
- 2012年 - 長崎大学病院 医歯薬学総合研究科 第2内科 准教授
- 2013年 - 大阪市立大学大学院医学研究科 臨床感染制御学 准教授
- 2014年 - 大阪市立大学大学院医学研究科 臨床感染制御学 教授
- 2022年 ~ 現在 - 大阪公立大学大学院医学研究科 臨床感染制御学 教授（大阪府立大学と大阪市立大学の統合ため新学名）

ほか

## 所属学会
- 日本内科学会
- 日本医真菌学会
- 日本呼吸器学会

ほか